# Hubertusstraße 2 (Kreuzweingarten)

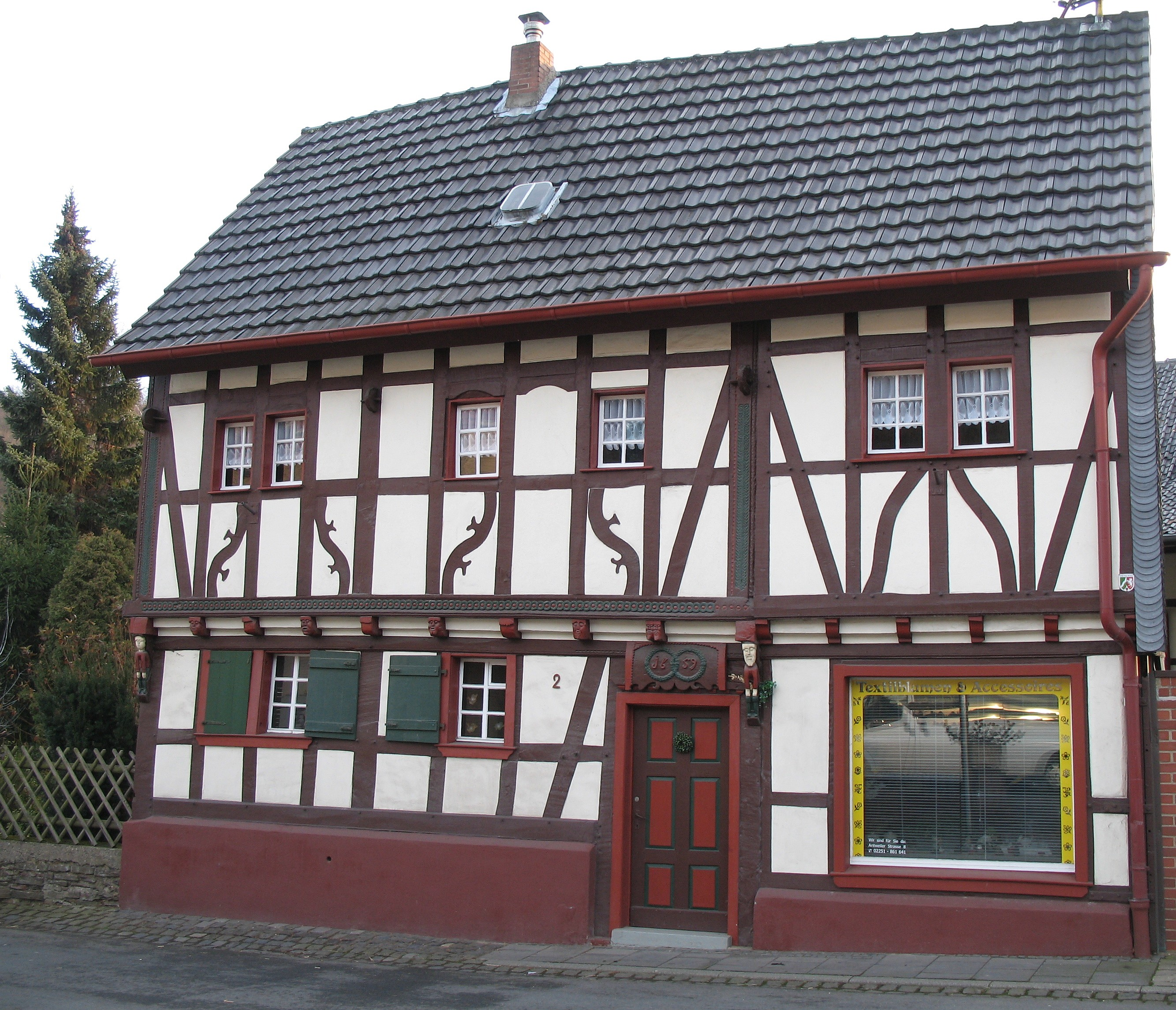
Haus Hubertusstraße 2 in Kreuzweingarten

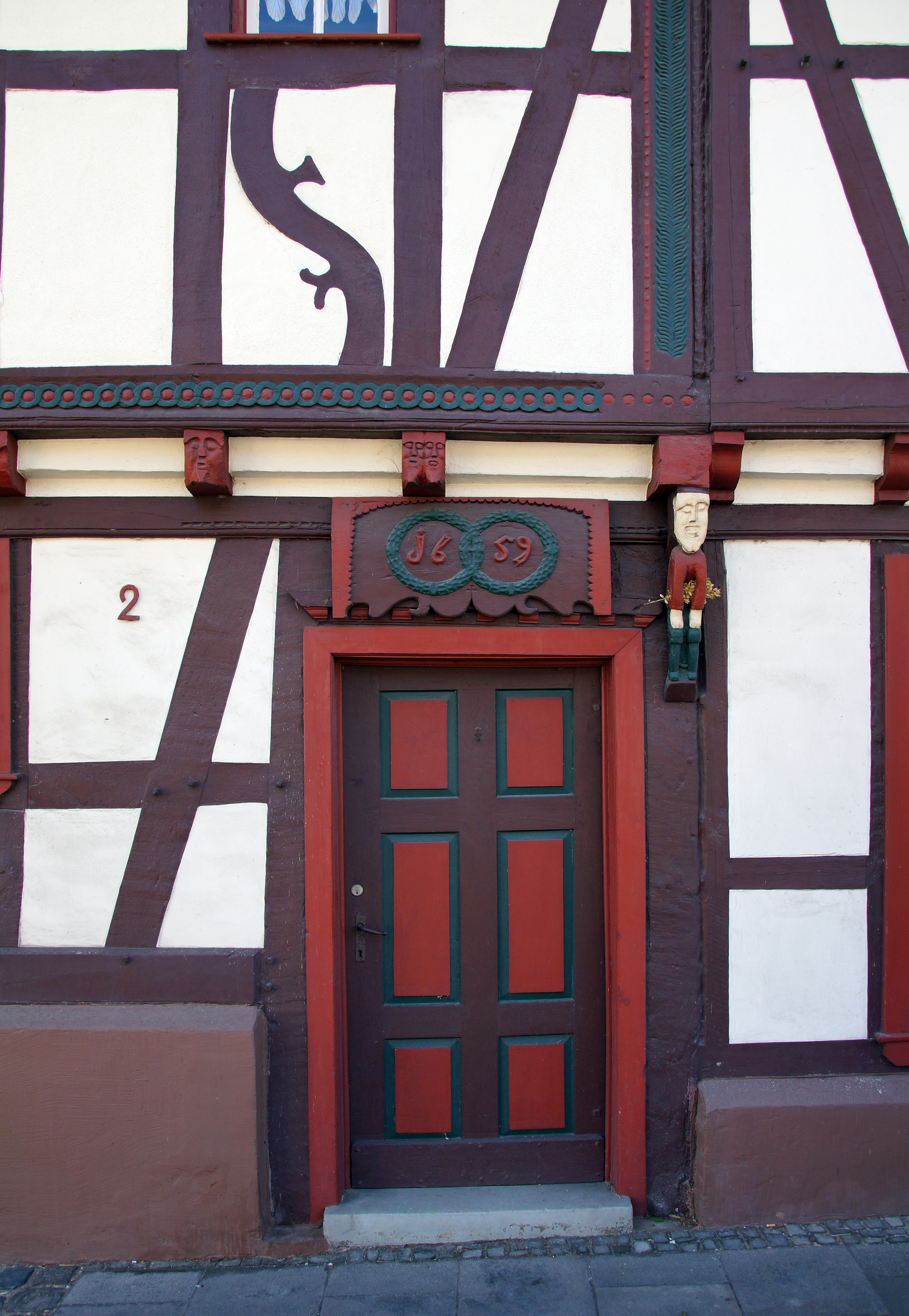
Haustür und Figur am Schwellenbalken

Das Gebäude Hubertusstraße 2 in Kreuzweingarten, einem Stadtteil von Euskirchen im südlichen Nordrhein-Westfalen, wurde im Jahr 1659 errichtet. Das Fachwerkhaus ist ein geschütztes Baudenkmal.
Das zweigeschossige Wohnhaus hatte ursprünglich nur zwei Fensterachsen mit einem Doppel- und einem Dreifachfenster. Rechts vom Eingang wurde das Haus 1873 erweitert. Das Obergeschoss, auf mit Masken geschnitzten Balkenköpfen vorkragend, zeigt auf den Eckpfosten ein Schuppenmuster. Die Schwelle wird an den Enden von zwei Figuren getragen. Unter den Fenstern des Obergeschosses sind die Streben geschweift.  
Über der Haustür ist in zwei Kränzen die Jahreszahl 1659 angebracht.